# Hedwig Hintze
Hedwig Hintze, född  Guggenheim 6 februari 1884, död 19 juli 1942, var en tysk historiker. Hon var hustru till Otto Hintze.
Hedwig Hintze blev privatdocent i Berlin 1928 och avskedades 1933 av rasskäl. Hon var lärjunge till den franske revolutionshistorikern Alphonse Aulard och behandlade främst det moderna Frankrikes historia och utgav Staatseinheit und Föderalismus im alten Frankreich und in der Revolution (1928), varpå hon på ett fruktbärande sätt förde Alexis de Tocqueville forskningar inom området vidare.